# Disco Volante (yacht)

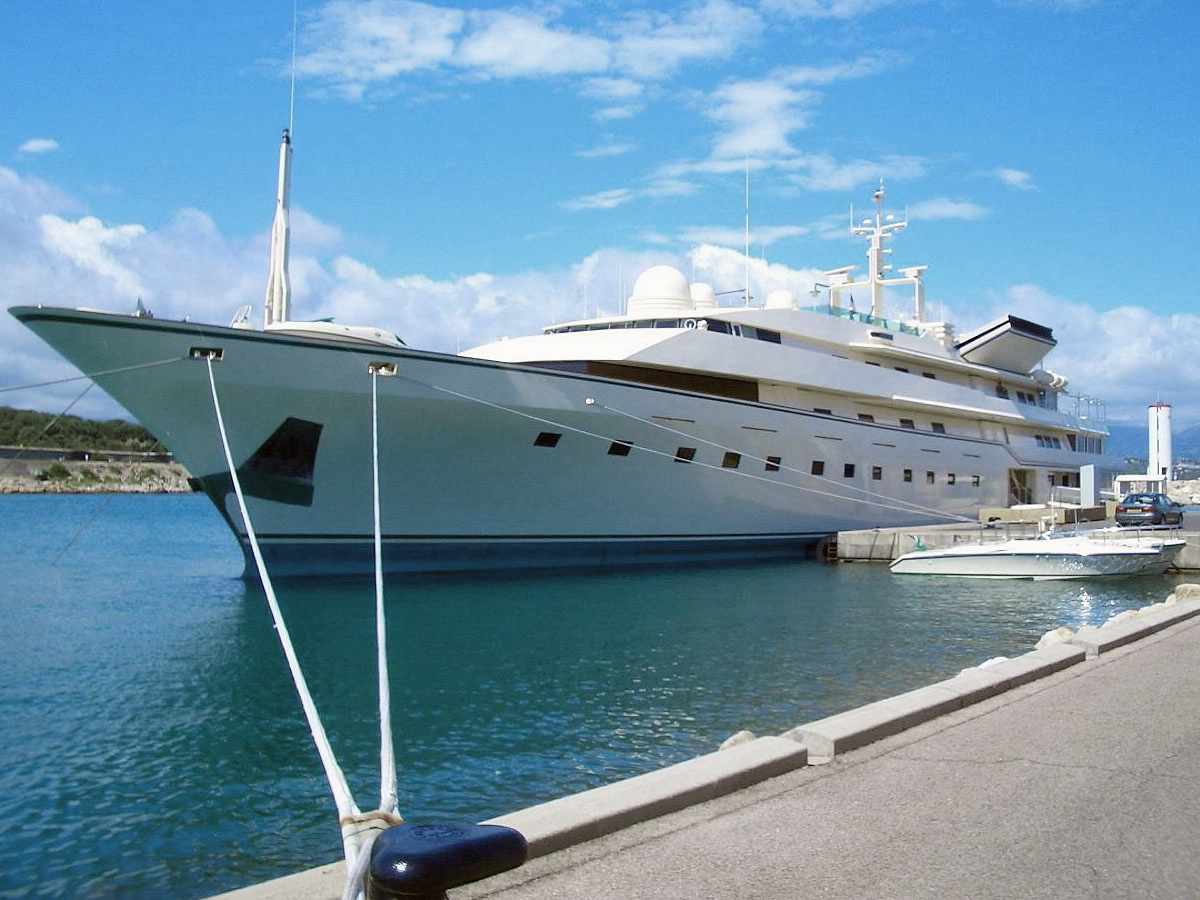
Il Kingdom 5KR, utilizzato in Mai dire mai

Il Disco Volante è il panfilo immaginario di Emilio Largo, nominato nel romanzo Thunderball di Ian Fleming del 1961 e apparso in Agente 007 - Thunderball: Operazione tuono del 1965.
Fu comperato da Largo con fondi dell'organizzazione criminale SPECTRE pari a 200.000 sterline. Si trattava di un aliscafo ad alta tecnologia, dotato anche di piccoli sottomarini nonché del cosiddetto moon pool (un bacino allagabile dal quale operare appunto veicoli sottomarini guidati o telecontrollati); lo yacht verrà completamente distrutto durante la fuga di Largo, schiantandosi contro gli scogli ed esplodendo.

## Agente 007 - Thunderball: Operazione tuono
Nel film Agente 007 - Thunderball: Operazione tuono del 1965 il Disco Volante è uno yacht composto da due parti.
L'imbarcazione reale, che poi si stacca e viene usata da Emilio Largo per la fuga nel finale del film, era un aliscafo PT20 costruito dalla Cantieri Navali Rodriquez a Messina in Italia, molto simile al primo modello Freccia del sole. Acquistato per 500000 $, fu portato da Porto Rico a Miami per essere rinnovato e adattato. 
La parte posteriore invece venne allestita sul set: lunga circa 15 metri, nel film viene staccata dall'aliscafo e ha mitragliatrici, cortine fumogene ecc. 
L'aliscafo non fu più usato dopo le riprese del film. Ormeggiato al MacArthur Causeway di Miami, divenne una casa galleggiante fino a che affondò al molo, nei primi anni ottanta.

## Agente 007 - Mai dire mai
Nel film del 1983 Mai dire mai (film non ufficiale della saga di James Bond), lo yacht fu ribattezzato Flying Saucer, traduzione inglese di Disco Volante. In questo film venne utilizzato durante le riprese il panfilo Nabila di Adnan Khashoggi, costruito dai cantieri Benetti nel 1980. Il panfilo è attualmente di proprietà di Al-Walid bin Talal ed è immatricolato come Kingdom 5KR. Prima di bin Talal, è appartenuto a Donald Trump, che lo ribattezzò Trump Princess.